# Ouigo
Ouigo es una marca de alta velocidad ferroviaria de bajo coste del operador SNCF Viajeros en Francia y de Ouigo España en España.
En Francia estos trenes conectan, entre otras, las estaciones de Marne la Vallée - Chessy (París), Massy TGV (París), Aeropuerto Charles-de-Gaulle 2 TGV (París), Lyon-Saint-Exupéry TGV, Marsella-Saint Charles, Montpellier-Saint-Roch, Tourcoing (Lila), Rennes, Nantes, Burdeos-San Juan y Estrasburgo.
La oferta está pensada para que el precio sea parecido al del coche o vehículo compartido, basándose en los servicios del avión (en particular de los de bajo coste), como dando servicio a estaciones alejadas del centro de las ciudades en el caso de las principales aglomeraciones galas, o requiriendo la presencia obligatoria 30 minutos antes la salida del tren, o de los servicios opcionales de pago (tales como la utilización de enchufes, la posibilidad de llevar equipaje o poder ir en un coche silencioso).

## Historia

### El lanzamiento
Lanzada el 2 de abril de 2013 (después de presentación oficial el 19 de febrero de 2013), la oferta Ouigo, inspirada de las aerolíneas low cost, apareció en un contexto de crisis económica, que había conducido a un declive de la rentabilidad de los TGV clásicos en 2012. Los billetes Ouigo solo están disponibles en línea en las páginas web de Ouigo, de Voyages SNCF y de Trainline.

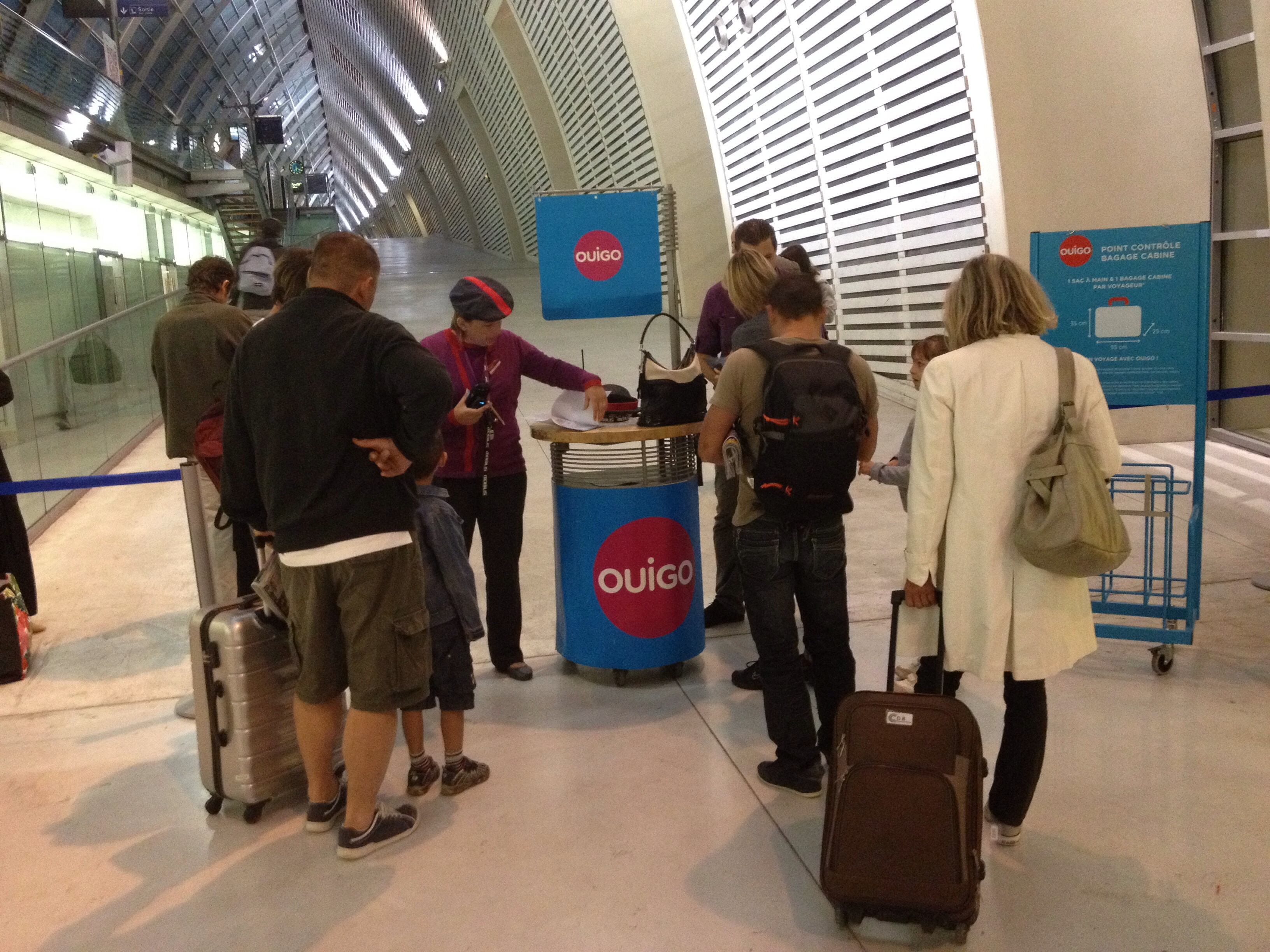
Control de billetes antes del embarque, en la estación de Aviñón TGV.

Como las aerolíneas low cost, Ouigo hace pagar el equipaje adicional más allá de una maleta de mano y de una bolsa por pasajero (el tamaño máximo de un equipaje tiene que ser de 55 × 35 × 25 cm , con el fin de poder estar puesto bajo el asiento). Asimismo, los billetes (imprimibles 4 días antes de la salida) son controlados antes de la subida al tren. Eso implica que los clientes tienen que presentarse 30 minutos antes de la salida del tren. La utilización de los trenes está maximizada: los trenes circulan un mínimo de 13 horas al día, el doble de los TGV clásicos, y se mantienen únicamente de noche. Los trenes ofrecen un 20% más de plazas por la supresión de la primera clase y el coche-bar, y utilizando un tipo de asientos más estrechos. Así, el coste de producción de una plaza de Ouigo es 50% menos elevado que un lugar en un TGV clásico.
Al contrario que iDTGV o Ouibus, Ouigo no es una filial independiente, sino que constituye un servicio específico en el seno del Grupo SNCF, más específicamente de la rama Viajes SNCF. Para los trabajadores que trabajan para la marca Ouigo, las condiciones laborales han sido negociadas específicamente para ellos, sin modificar su estatus específico.

### Ampliaciones
Conexiones adicionales fueron creadas el 13 de diciembre de 2015: Tourcoing (en las afueras de Lila), Lyon-Perrache, Nantes y Rennes, con paradas en estaciones intermediarias del recorrido.
El 2 de julio de 2017 se añadieron Estrasburgo y Burdeos, así como algunas paradas intermedias.
Finalmente, entre 2018 y 2020, Ouigo dará servicio a las estaciones principales de París, para atraer clientela adicional. Prevé que para entonces pueda ofertar 30 destinos distintos

## Red actual
| Fecha de creación       | Conexión                                                    | Circulaciones semanales |
| ----------------------- | ----------------------------------------------------------- | ----------------------- |
| 2 de abril de 2013      | Marne-el-Valle - Chessy → Marsella-Saint-Charles            | 14                      |
| 2 de abril de 2013      | Marne-el-Valle - Chessy → Montpellier-Santo-Roch            | 9                       |
| 2 de abril de 2013      | Marne-el-Valle - Chessy → Lyon-Part-Dieu                    | 2                       |
| 2 de abril de 2013      | Marsella-Saint-Charles → Marne-el-Valle - Chessy            | 14                      |
| 2 de abril de 2013      | Marsella-Saint-Charles → Lyon-Perrache                      | 7                       |
| 2 de abril de 2013      | Montpellier-Saint-Roch → Marne-el-Valle - Chessy            | 5                       |
| 2 de abril de 2013      | Lyon-Perrache → Marne-el-Valle - Chessy                     | 7                       |
| 2 de abril de 2013      | Lyon-Perrache → Marsella-Saint-Charles                      | 7                       |
| 13 de diciembre de 2015 | Tourcoing → Rennes                                          | 14                      |
| 13 de diciembre de 2015 | Rennes → Tourcoing                                          | 7                       |
| 13 de diciembre de 2015 | Nantes → Tourcoing                                          | 7                       |
| 2 de julio de 2017      | Tourcoing → Marsella-Saint-Charles                          | 7                       |
| 2 de julio de 2017      | Marsella-Saint-Charles → Tourcoing                          | 7                       |
| 2 de julio de 2017      | Rennes → Estrasburgo                                        | 7                       |
| 2 de julio de 2017      | Estrasburgo → Marne-el-Valle - Chessy                       | 7                       |
| 2 de julio de 2017      | Massy-TGV → Nantes                                          | 7                       |
| 2 de julio de 2017      | Massy-TGV → Burdeos San-Juan                                | 7                       |
| 2 de julio de 2017      | Burdeos San-Juan → Massy-TGV                                | 7                       |
| 2 de julio de 2017      | Aeropuerto Charles-de-Gaulle 2 TGV → Burdeos San-Juan       | 7                       |
| 2 de julio de 2017      | Burdeos San-Juan → Aeropuerto Charles-de-Gaulle 2 TGV       | 7                       |
| 2 de julio de 2017      | Montpellier-Saint-Roch → Aeropuerto Charles-de-Gaulle 2 TGV | 2                       |
| 2 de julio de 2017      | Aeropuerto Charles-de-Gaulle 2 TGV → Lyon-Part-Dieu         | 2                       |

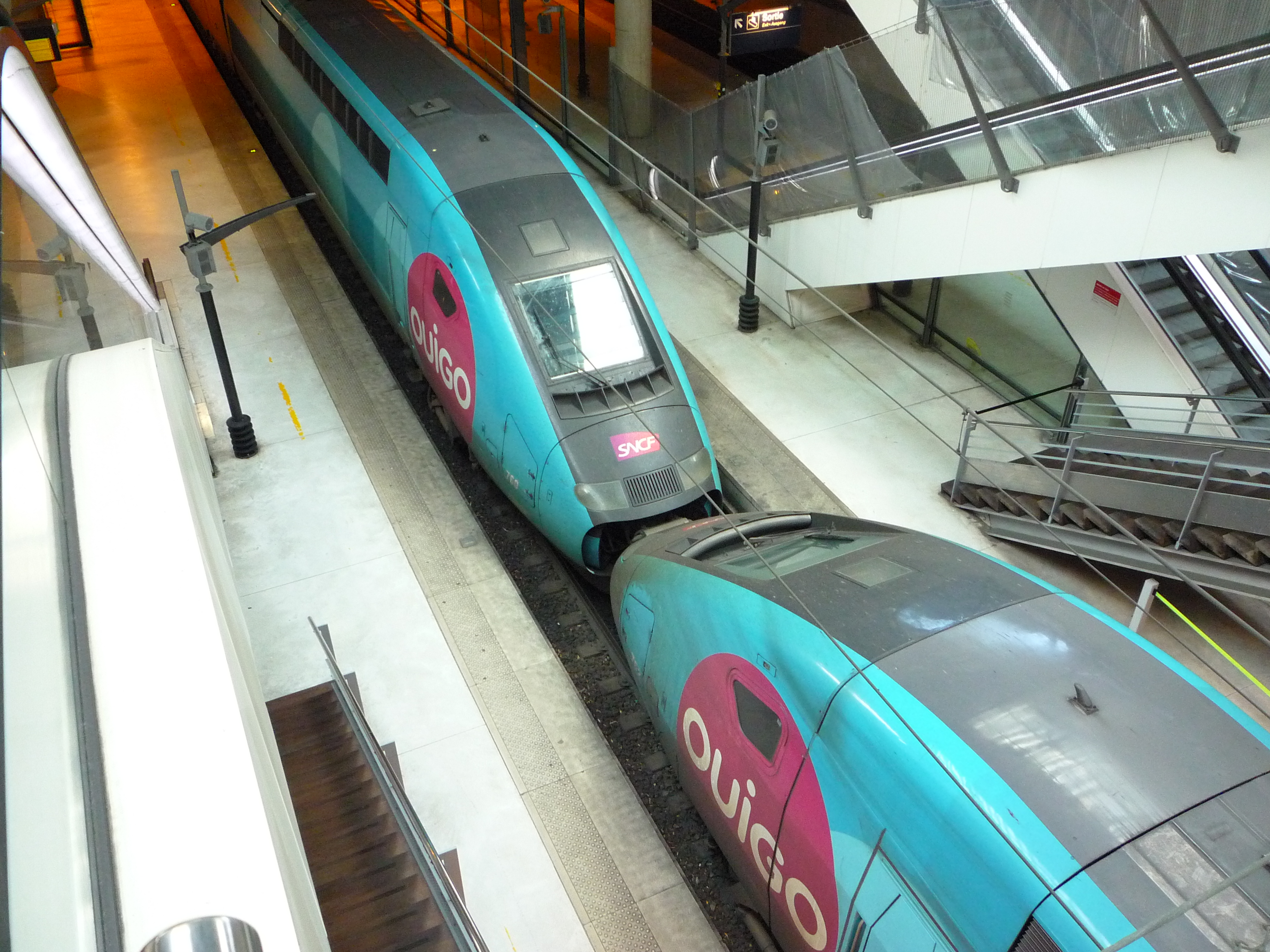
Dos unidades acopladas, en la estación de Marne-la-Vallée - Chessy.

Las principales estaciones de Lyon están explotadas de este modo :
- La estación de Lyon-Saint-Exupéry-TGV, ubicada en la periferia, es una parada servida por los trenes que tienen como destino Marsella o Montpellier; es decir, los trenes pasantes.
- Las estaciones de Lyon-Part-Dieu y Lyon-Perrache, ubicadas en el centro de la ciudad, son las terminales de los trenes que conectan Marne-el-Valle, Marsella o Roissy con Lyon.

## Material rodante

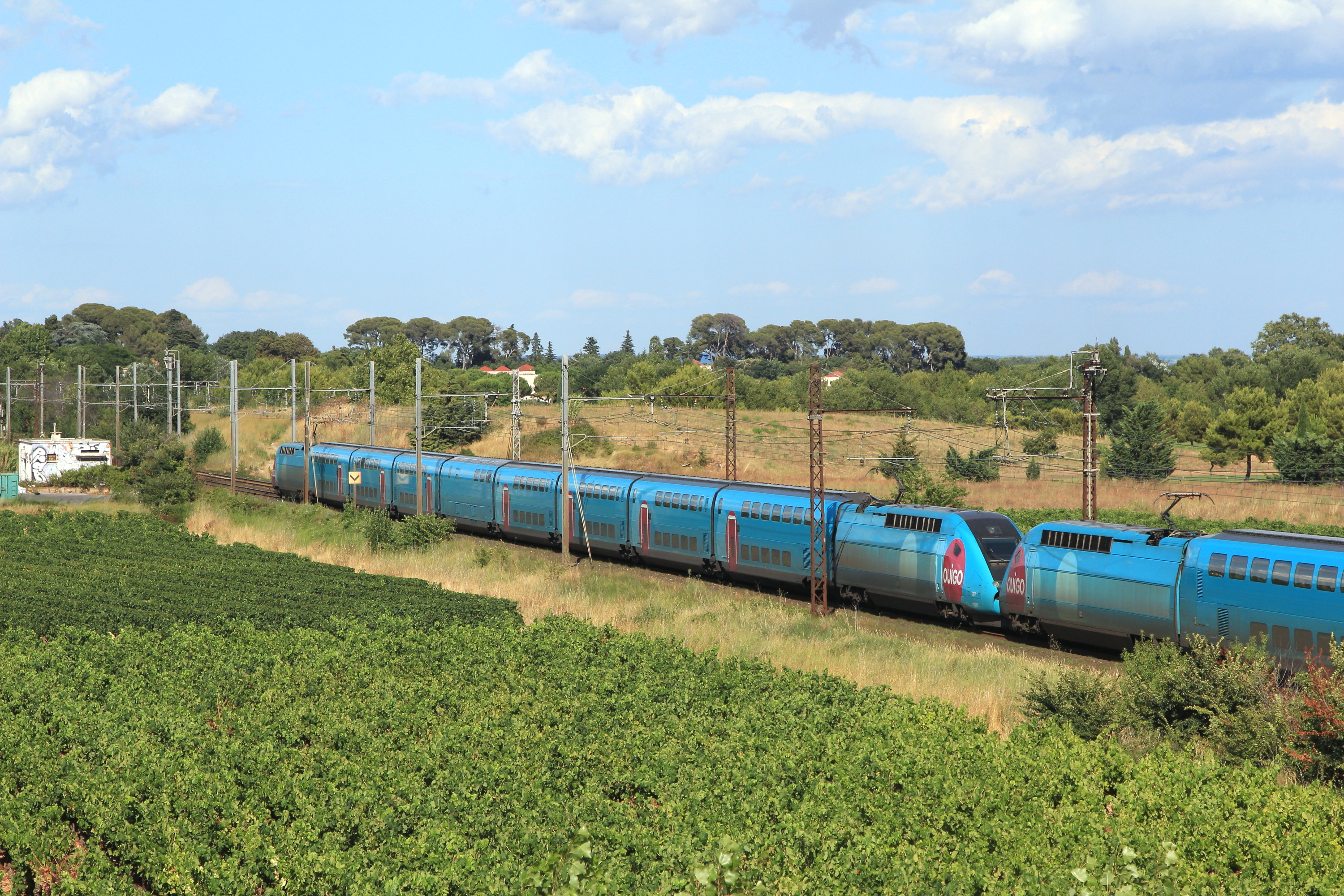
Ouigo en Saint-Aunès.

Ouigo dispone de trenes TGV de dos pisos (cuya cantidad tendría que alcanzar 35 hacia 2020), constituidas de motrices de la generación Dayse, y de coches de la primera generación de los TGV Duplex acondicionadas para poder transportar un 20% más de pasajeros (un tren Ouigo en unidad simple puede transportar 634 pasajeros, contra los 510 de un tren estándar).  Esta ganancia en capacidad se debe al menor espacio para equipajes, la ausencia de primera clase y de coche bar, y por la utilización de otro tipo de asientos. Estos trenes están pintados de azul y rosa, como el emblema. Los trenes se mantienen durante la noche en los talleres de la SNCF de Lyon, de Marsella, de Châtillon y de Saint-Denis.

## Resultados
Los trenes Ouigo tienen una ocupación media del 88% (comienzo 2017), es decir, veinte puntos más que los TGV clásicos.
| Años            | 2013 | 2014 | 2015 | 2016 |
| --------------- | ---- | ---- | ---- | ---- |
| Ocupación media | 60 % | 85 % | 90 % | 85 % |

Entre abril de 2013 y abril de 2014, dos millones y medio de personas han viajado en un tren Ouigo (los dos millones de billetes vendidos se alcanzaros en febrero de 2014).
Para 2016, Ouigo anunció haber transportado 5,1 millones de pasajeros. La oferta representa a partir de ahora 5% del tráfico de los trenes de alta velocidad, siendo un 15% sobre la línea Marsella - París. Además, indica que el 40% de los pasajeros no habrían viajado si Ouigo no hubiese existido. Según las previsiones de la SNCF, la barra de los 7 millones tendría que estar superada en 2017 gracias a las ampliaciones hacia Burdeos y Estrasburgo.
El objetivo de la SNCF es que Ouigo represente el 25% del tráfico de alta velocidad, representando 25 millones de pasajeros, en el horizonte 2020.

## Destinos en España
Los destinos en España son:
- Barcelona (estación Barcelona Sants)
- Madrid (estación Madrid Puerta de Atocha y estación Madrid Chamartín - Clara Campoamor)
- Valencia (estación Joaquín Sorolla)
- Tarragona (estación Camp de Tarragona)
- Zaragoza (estación Zaragoza - Delicias)
- Albacete (estación Albacete - Los Llanos)
- Alicante (estación Alicante - Terminal)
- Murcia (Estación de Murcia - El Carmen).[20] [21] [22] [23]
- Se amplia a Málaga, Córdoba y Sevilla antes de fin de 2024.[23]